# Amélie Grassi
Amélie Grassi, née à La Rochelle le 9 mai 1994, est une navigatrice professionnelle française basée à Lorient (Morbihan).

## Biographie

### Enfance et jeunesse
Amélie Grassi a grandi dans une famille pratiquant la voile. Sa mère, Sandrine Berthod, a d'ailleurs participé à la Mini Transat de 2009.
Amélie Grassi débute la voile, en Optimist, très jeune. Adolescente, elle choisit un lycée qui lui propose un cursus sport-études voile. Son baccalauréat en poche, Amélie Grassi s'engage dans un cursus universitaire de droit, qu'elle mène jusqu'au master 2.

### Carrière dans la voile

#### Classe Mini
Après l'obtention de son diplôme, Amélie Grassi revient à la voile et intègre la Classe Mini. Elle y reste de 2018 à 2021.
Son objectif est de réaliser la Mini Transat, une traversée de l'océan Atlantique en solitaire, sur un bateau de 6,5 m. Pour cela, elle participe à de nombreuses courses telles que la Plastimo Lorient Mini (qu'elle remporte, en duo avec Alan Roura), le Mini-Fastnet en 2018 et 2019 (où elle termine 2de).
À la fin de l'année 2019, Amélie Grassi est classée 3e de la Classe Mini.
Amélie Grassi est également choisie par Loick Peyron, navigateur français renommé, pour disputer la Sardinha Cup, une épreuve du circuit Figaro. Il explique ce choix pour promouvoir la place des femmes dans la voile.

#### Class 40
Depuis 2020, Amélie Grassi navigue sur un Class40 sponsorisé par La Boulangère Bio.
En 2021, elle termine l'édition de la Transat Jacques Vabre en duo à la neuvième place.
En juin 2022, Amélie Grassi court en équipe, le Championnat du Monde Class40. Il s'agit du seul équipage 100 % féminin du championnat. Au classement général, l'équipe termine 5e sur 16 inscrits.
Fin 2022, Amélie Grassi participe à la Route du Rhum 2022 en solitaire. À la suite d'un démâtage dans des conditions difficiles, elle abandonne la course au large du Cape Finisterre en Espagne.
En novembre 2023, elle s'élance sur la Transat Jacques Vabre 2023 en duo avec son amie Anne-Claire Le Berre, constituant l'un des trois duos féminins de la compétition. Elles ont également concouru ensemble sur d'autres courses comme la Normandy Channel Race en 2022, ou encore le Gran Premio D'Italia et l'Arcipelago 650 en 2021.

#### IMOCA
En 2023, Amélie Grassi rejoint la classe IMOCA.
En février, elle participe à la course The Ocean Race 2022-2023 dans l'équipe Biotherm, menée par le skipper Paul Meilhat. Amélie Grassi réalise les deux premières étapes, d'Alicante (Espagne) au Cap (Afrique du Sud) puis se fait remplacer par Samantha Davies lors de la troisième étape de la course.

#### Ultime
En 2024, Elle fait partie de l'équipage du SVR - Lazartigue avec François Gabart et Tom Laperche, lors des tentatives de record pour le Trophée Jules Verne.

## Palmarès
- 2018 :
  - 1re de la Plastimo Lorient Mini, en duo avec Alan Roura
  - 2e de la Pornichet Select
  - 2e de la Mini Fastnet, en duo avec Davy Beaudart
- 2019 :
  - 2e de la Mini en Mai
  - 3e de la Mini Fastnet 2019, en duo avec Davy Beaudart
  - 8e de la Mini Transat La Boulangère
- 2020 :
  - 1re de la Duo Concarneau, avec Ambrogio Beccaria
- 2021 :
  - 1re de la Gran Premio D'Italia, en duo avec Anne-Claire Le Berre
  - 2e de Arcipelago 650, en duo avec Anne-Claire Le Berre
  - 9e sur la Transat Jacques Vabre (en Class40), en duo avec Marie Riou
- 2022
  - 5e au Championnat du Monde de Class 40, en équipe avec Samantha Davies, Hélène Noesmoen, Julia Courtois, Nolwenn Caze et Anne-Claire Le Berre.